# Cratere Gmerti
Gmerti è un cratere sulla superficie di Rea.